# Vigilio
Vigilio (en latín: Vigilius; Roma, c. 500-Siracusa, 7 de junio de 555) fue el papa 59.º de la Iglesia católica, de 537 a 555.
Perteneciente a una noble familia romana, es nombrado diácono en el 531 y acompañó al papa Agapito I a Constantinopla en el año 536, lo que le permitió entablar amistad con Teodora, la esposa del emperador bizantino Justiniano I y una seguidora de la doctrina monofisita.

## Elección
Tras la muerte de Agapito I el 22 de abril de 536, Teodora intentó que el sucesor de este fuera su protegido Vigilio, al que envió a Roma para que, con el apoyo del general Belisario, quien tomó la ciudad, fuese elegido papa.
Pero en Roma, el rey ostrogodo Teodato se adelantó a los planes bizantinos haciendo elegir papa, el 20 de junio de 536, a Silverio, hijo del papa Hormisdas, por lo que Belisario depuso al pontífice y tras desterrarlo le hizo abdicar el 11 de noviembre de 537 (después falleció el 2 de diciembre de 537). Vigilio, a pesar de haber sido excomulgado por su predecesor a causa de estas maniobras por el poder, ya había sido investido como papa el 29 de marzo de 537.

## El Segundo Concilio de Constantinopla
Como era de esperar el concilio tras la celebración de ocho sesiones decretó, el 2 de junio de 553, la ratificación de la condena de "Los Tres Capítulos" mediante la promulgación de 14 cánones similares a los 13 que constituían la "Homología" publicada por Justiniano en 551. Y ello a pesar de que Vigilio había enviado a Justiniano con anterioridad, el 14 de mayo el documento conocido como "Primer Constitutum"  en el que con el apoyo de otros dieciséis obispos condenaba sesenta proposiciones de Teodoro de Mopsuestia, pero donde no condenaba las de Teodoreto de Ciro y las de Ibas de Edesa.
El emperador ordenó el destierro del papa si este no aceptaba íntegramente las decisiones conciliares por lo que, para poder regresar a Roma, tuvo que emitir, el 23 de febrero de 554, un segundo documento conocido como "Segundo Constitutum"  en el que se plegaba totalmente a los deseos de Justiniano y del concilio.
Cuando Vigilio regresaba a Roma, falleció el 7 de junio de 555 en Siracusa (Sicilia).
Los continuos cambios de postura de Vigilio respecto al monofisismo supusieron la total pérdida de credibilidad del pontífice por lo que a su muerte no fue enterrado en San Pedro.